# Diyaminauclea
Diyaminauclea é um género botânico pertencente à família Rubiaceae.